# Jared Gordon
Jared Gordon (6 de septiembre de 1988, Queens, Nueva York, Estados Unidos) es un artista marcial mixto estadounidense. Fue campeón de peso ligero del Duelo de Giagantes en México y campeón de peso pluma de Cage Fury Fighting Championships en Estados Unidos. Compite en la división de peso pluma de Ultimate Fighting Championship (UFC).

## Antecedentes
Gordon nació y creció en Queens, Nueva York. Nieto del difunto boxeador profesional Sal Ferello, Gordon empezó a boxear y a practicar la lucha libre a una edad temprana y se obsesionó con las MMA cuando estaba en el instituto. Encontró una escuela de MMA, Combined MMA, y empezó a entrenar BJJ. Cuatro meses más tarde, a los 17 años, Gordon disputó su primer combate de MMA amateur. Fue profesor de boxeo y Muay Thai en Church Street Boxing, en Nueva York, antes de convertirse en profesional. En el mismo gimnasio fue entrenado por Jason Strout.
Gordon es un drogadicto recuperado y le gustaría utilizar el octógono como plataforma para expresar su apoyo y dar esperanza a quienes sufren la misma adicción.

## Carrera en las artes marciales mixtas

### Carrera temprana
Gordon acumuló un récord de 12-1 antes de unirse a la UFC. Fue el campeón de peso ligero del Duelo De Giagantes en México y campeón de peso pluma de Cage Fury Fighting Championship en Estados Unidos.

### Ultimate Fighting Championship
Gordon fue ojeado por Dana White en el programa de la serie web de la UFC "Dana White: Looking for a fight", segundo episodio de la temporada, en Cage Fury Fighting Championships, donde Gordon ganó el título de peso pluma esa noche. White quedó impresionado con su actuación y lo fichó para la UFC.
Gordon tenía programado su debut promocional para enfrentarse a Michel Quiñones en UFC 211. Sin embargo, Gordon se retiró de la pelea el día antes del evento debido a una enfermedad estomacal y la tarjeta fue retirada del evento para reprogramar el 25 de junio de 2017 en UFC Fight Night: Chiesa vs. Lee en Oklahoma City. En el pesaje, Gordon no alcanzó el límite de peso pluma exigido para el combate (146 libras). En consecuencia, se le impuso una multa del 20% de su salario y el combate continuó con el peso acordado. Gordon consiguió su primera victoria en la UFC en el segundo asalto por TKO.
Gordon se enfrentó a Hacran Dias en el combate de peso ligero el 28 de octubre de 2017 en UFC Fight Night: Brunson vs. Machida. Ganó el combate por decisión unánime.
Gordon se enfrentó a Carlos Diego Ferreira el 18 de febrero de 2018 en UFC Fight Night: Cowboy vs. Medeiros. Perdió el combate por TKO en el primer asalto. Tras la derrota, Gordon decidió trasladarse a Milwaukee para entrenar en Roufusport bajo la dirección de Duke Roufus.
Gordon se enfrentó a Joaquim Silva el 15 de diciembre de 2018 en UFC on Fox: Lee vs. Iaquinta 2. Perdió el combate por nocaut en el tercer asalto. Este combate le valió el premio a la Pelea de la Noche. A pesar de perder los dos últimos combates de su contrato de novato, firmó un nuevo contrato de cuatro combates con la UFC después de la pelea con Silva.
Gordon se enfrentó a Dan Moret el 29 de junio de 2019 en UFC on ESPN: Ngannou vs. dos Santos. Ganó el combate por decisión unánime.
Se esperaba que Gordon se enfrentara a Leonardo Santos el 16 de noviembre de 2019 en UFC Fight Night: Błachowicz vs. Jacaré. Sin embargo, Santos se retiró del combate y fue sustituido por Charles Oliveira. Perdió el combate por nocaut en el primer asalto.
Gordon estaba programado para enfrentarse a Matt Sayles el 16 de mayo en UFC on ESPN: Overeem vs. Harris. Sin embargo, el 9 de abril, el presidente de la UFC, Dana White, anunció que este evento se posponía para una fecha futura debido a la pandemia de COVID-19.
Gordon se enfrentó a Chris Fishgold en un combate de peso pluma el 16 de julio de 2020 en UFC on ESPN: Kattar vs. Ige. En el pesaje, Fishgold pesó 149 libras, 3 libras por encima del límite del combate de peso pluma sin título. Se le impuso una multa del 20% de la bolsa, que fue a parar a manos de Gordon, y el combate continuó en el peso acordado. Gordon ganó el combate por decisión unánime. A falta de un combate en su contrato, Gordon firmó posteriormente un nuevo contrato con la UFC.
Gordon se enfrentó a Danny Chavez el 20 de febrero de 2021 en UFC Fight Night: Blaydes vs. Lewis. En el pesaje, Gorden pesó 150 libras, cuatro libras por encima del límite de la pelea de peso pluma sin título. Se le impuso una multa del 30% de su bolsa, que fue a parar a manos de su oponente Chávez, y el combate se celebró con un peso acordado. Gordon ganó el combate por decisión unánime.
Gordon se enfrentó a Joe Solecki el 2 de octubre de 2021 en UFC Fight Night: Santos vs. Walker. Ganó el combate por decisión dividida.
Gordon estaba programado para enfrentarse a Rafael Alves el 30 de abril de 2022 en UFC on ESPN 35. Sin embargo, Alves se retiró del evento por razones no reveladas y fue reemplazado por Grant Dawson. Perdió la pelea por sumisión al final del tercer asalto.
Gordon enfrentó a Leonardo Santos el 20 de agosto de 2022 en UFC 278. Ganó la pelea por decisión unánime.
Gordon enfrentó a Paddy Pimblett el 10 de diciembre de 2022 en UFC 282. Perdió la pelea por decisión unánime. La decisión fue vista como controvertida, ya que muchos medios de comunicación, luchadores y fanáticos expresaron su creencia de que Gordon había ganado la pelea. 23 de 24 medios de comunicación calificaron la pelea a su favor.
Gordon enfrentó a Bobby Green el 22 de abril de 2023 en UFC Fight Night 222. Al final del primer asalto, Gordon fue derribado mediante un cabezazo que pasó desapercibido para el árbitro Keith Peterson, y Gordon fue rematado por nocaut momentos después. Posteriormente, los funcionarios del ring revisaron la secuencia final y se determinó que efectivamente ocurrió un choque de cabezas. El cabezazo fue involuntario por parte de Bobby Green. Como resultado, la pelea fue declarada sin resultado.
Gordon estaba programado para enfrentarse a Jim Miller, reemplazando a Ľudovít Klein, el 3 de junio de 2023, en UFC on ESPN 46. Simultáneamente, Gordon firmó un nuevo contrato de múltiples peleas con UFC. Sin embargo, se retiró debido a una conmoción cerebral sufrida en su última pelea contra Bobby Green.
Gordon enfrentó a Mark Madsen el 11 de noviembre de 2023 en UFC 295. Ganó la pelea al final del primer asalto mediante un nocaut técnico después de derribar a Madsen con un codo y rematarlo con golpes.
Gordon enfrentó a Nasrat Haqparast el 22 de junio de 2024 en UFC on ABC 6. Perdió la pelea por decisión dividida.

## Vida personal

### Adicción a las drogas
Gordon utilizó medicamentos recetados para controlar el dolor de una lesión y le llevó a la adicción a las drogas a la edad de 19 años y a los 21 era adicto a la heroína. A los 23, se quedó sin hogar y mendigando en las calles para mantener su adicción a las drogas. En algún momento, Gordon consiguió entrar en un programa de rehabilitación y se desintoxicó. Poco después volvió a luchar. Su combate contra Jeff Lentz terminó con Gordon sufriendo una fractura del hueso orbital en cinco partes. Debido a esta lesión, se le administró medicación para el dolor para ayudarle a lidiar con su ojo lesionado y se volvió adicto, lo que finalmente le llevó a un incidente de sobredosis. Gordon consiguió vencer su adicción a las drogas y mantenerse sobrio ingresando en rehabilitación después de que la tercera sobredosis de su vida en 2015 le dejara legalmente muerto durante dos minutos. Ahora es un drogadicto recuperado.

Tuve tres sobredosis. Me enfrenté a 25 años de vida en un momento dado. He estado sin hogar, mendigando, he estado en salas de psiquiatría. He estado en rehabilitación 10 veces, y he tenido situaciones cercanas a la muerte. En este momento, me considero agradecido y extremadamente afortunado y bendecido por estar donde estoy.

## Campeonatos y logros

### Artes marciales mixtas
- Ultimate Fighting Championship
  - Pelea de la Noche (una vez)  vs. Joaquim Silva[29]
- Duelo De Giagantes
  - Campeón de Peso Ligero del Duelo de Giagantes (una vez) vs. Alejandro Roman[8]
- Cage Fury Fighting Championships
  - Campeonato de Peso Pluma de CFFC (una vez) contra Bill Algeo vs. Bill Algeo[9][16]

## Récord en artes marciales mixtas
| Resultado     | Récord   | Oponente                      | Método                                       | Evento                                 | Fecha                   | Ronda | Tiempo | Localización                | Notas                                                                    |
| ------------- | -------- | ----------------------------- | -------------------------------------------- | -------------------------------------- | ----------------------- | ----- | ------ | --------------------------- | ------------------------------------------------------------------------ |
| Derrota       | 20-7 (1) | Nasrat Haqparast              | Decisión (dividida)                          | UFC on ABC: Whittaker vs. Aliskerov    | 22 de junio de 2024     | 3     | 5:00   | Riad                        |                                                                          |
| Victoria      | 20-6 (1) | Mark Madsen                   | TKO (codazo y golpes)                        | UFC 295                                | 11 de noviembre de 2023 | 1     | 4:42   | Nueva York                  |                                                                          |
| Sin resultado | 19-6 (1) | Bobby Green                   | Sin resultado (choque accidental de cabezas) | UFC Fight Night: Pavlovich vs. Blaydes | 22 de abril de 2023     | 1     | 4:35   | Las Vegas, Nevada           | Un choque accidental de cabezas provocó que Gordon quedara inconsciente. |
| Derrota       | 19-6     | Paddy Pimblett                | Decisión (unánime)                           | UFC 282                                | 10 de diciembre de 2022 | 3     | 4:11   | Las Vegas, Nevada           |                                                                          |
| Victoria      | 19-5     | Leonardo Santos               | Decisión (unánime)                           | UFC 278                                | 20 de agosto de 2022    | 3     | 5:00   | Salt Lake City, Utah,       |                                                                          |
| Derrota       | 18-5     | Grant Dawson                  | Sumisión (rear-naked choke)                  | UFC on ESPN: Font vs. Vera             | 30 de abril de 2022     | 3     | 4:11   | Las Vegas, Nevada           |                                                                          |
| Victoria      | 18-4     | Joe Solecki                   | Decisión (dividida)                          | UFC Fight Night: Santos vs. Walker     | 2 de octubre de 2021    | 3     | 5:00   | Las Vegas, Nevada           |                                                                          |
| Victoria      | 17-4     | Danny Chavez                  | Decisión (unánime)                           | UFC Fight Night: Blaydes vs. Lewis     | 20 de febrero de 2021   | 3     | 5:00   | Las Vegas, Nevada           | Combate de peso acordado (150 libras); Gordon no alcanzó el peso.        |
| Victoria      | 16-4     | Chris Fishgold                | Decisión (unánime)                           | UFC on ESPN: Kattar vs. Ige            | 16 de julio de 2020     | 3     | 5:00   | Abu Dhabi                   | Combate de peso acordado (149 libras); Fishgold no alcanzó el peso.      |
| Derrota       | 15-4     | Charles Oliveira              | KO (puñetazos)                               | UFC Fight Night: Błachowicz vs. Jacaré | 16 de noviembre de 2019 | 1     | 1:26   | São Paulo                   |                                                                          |
| Victoria      | 15-3     | Dan Moret                     | Decisión (unánime)                           | UFC on ESPN: Ngannou vs. dos Santos    | 29 de junio de 2019     | 3     | 5:00   | Minneapolis, Minnesota      |                                                                          |
| Derrota       | 14-3     | Joaquim Silva                 | KO (puñetazos)                               | UFC on Fox: Lee vs. Iaquinta 2         | 15 de diciembre de 2018 | 3     | 2:39   | Milwaukee, Wisconsin        | Pelea de la Noche.                                                       |
| Derrota       | 14-2     | Carlos Diego Ferreira         | TKO (puñetazos)                              | UFC Fight Night: Cowboy vs. Medeiros   | 18 de febrero de 2018   | 1     | 1:58   | Austin, Texas               |                                                                          |
| Victoria      | 14-1     | Hacran Dias                   | Decisión (unánime)                           | UFC Fight Night: Brunson vs. Machida   | 28 de octubre de 2017   | 3     | 5:00   | São Paulo                   | Regreso al peso ligero.                                                  |
| Victoria      | 13-1     | Michel Quiñones               | TKO (puñetazos)                              | UFC Fight Night: Chiesa vs. Lee        | 25 de junio de 2017     | 2     | 4:24   | Oklahoma City, Oklahoma     | Combate de peso acordado (149 libras); Gordon no alcanzó el peso.        |
| Victoria      | 12-1     | Bill Algeo                    | Decisión (unánime)                           | CFFC 63                                | 18 de febrero de 2017   | 4     | 5:00   | Atlantic City, Nueva Jersey | Defendió el Campeonato de Peso Pluma de CFFC.                            |
| Victoria      | 11-1     | Dawond Pickney                | Sumisión (estrangulamiento por detrás)       | CFFC 60                                | 6 de agosto de 2016     | 2     | 3:10   | Atlantic City, Nueva Jersey | Combate de peso ligero.                                                  |
| Victoria      | 10-1     | Anthony Morrison              | KO (patada en la cabeza)                     | CFFC 59                                | 9 de julio de 2016      | 1     | 1:48   | Filadelfia, Pensilvania     | Ganó el vacante Campeonato de Peso Pluma de CFFC.                        |
| Derrota       | 9-1      | Jeff Lentz                    | TKO (parada médica)                          | CFFC 48                                | 9 de mayo de 2015       | 3     | 5:00   | Atlantic City, Nueva Jersey | Debut en el peso pluma. Por el vacante Campeonato de Peso Pluma de CFFC. |
| Victoria      | 9-0      | Jay Coleman                   | TKO (puñetazos)                              | CFFC 45                                | 7 de febrero de 2015    | 1     | 4:47   | Atlantic City, Nueva Jersey |                                                                          |
| Victoria      | 8-0      | Corey Bleaken                 | Decisión (unánime)                           | CFFC 44                                | 13 de diciembre de 2014 | 3     | 5:00   | Bethlehem, Pensilvania      |                                                                          |
| Victoria      | 7-0      | Johnson Jajoute               | Decisión (unánime)                           | CFFC 28                                | 26 de octubre de 2013   | 3     | 5:00   | Atlantic City, Nueva Jersey |                                                                          |
| Victoria      | 6-0      | Alejandro Roman               | Decisión (unánime)                           | Duelo De Gigantes: Round 4             | 22 de junio de 2013     | 5     | 5:00   | Municipio de Zumpango       |                                                                          |
| Victoria      | 5-0      | Luiz Gustavo Felix dos Santos | Decisión (unánime)                           | Duelo De Gigantes: Round 3             | 15 de junio de 2013     | 3     | 5:00   | Municipio de Zumpango       |                                                                          |
| Victoria      | 4-0      | Oscar De La Parra             | TKO (puñetazos)                              | Duelo De Gigantes: Round 2             | 8 de junio de 2013      | 3     | 2:14   | Municipio de Zumpango       |                                                                          |
| Victoria      | 3-0      | Álvaro Enriquez               | TKO (puñetazos)                              | Duelo De Gigantes: Round 1             | 2 de junio de 2013      | 2     | 4:25   | Ciudad de México            |                                                                          |
| Victoria      | 2-0      | Robert Fabrizi                | TKO (puñetazos)                              | CFFC 19                                | 2 de febrero de 2013    | 2     | 2:31   | Atlantic City, Nueva Jersey |                                                                          |
| Victoria      | 1-0      | Anthony D'Agostino            | Sumisión (estrangulamiento por detrás)       | CFFC 6                                 | 5 de febrero de 2011    | 2     | 1:42   | Atlantic City, Nueva Jersey |                                                                          |